# 沘江
沘江，位于中华人民共和国云南省西北部地区的一条河流，是澜沧江左岸支流。河名源自流域内的古县名“比苏县”，意为“比苏之江”。

## 概况
沘江发源于怒江傈僳族自治州兰坪白族普米族自治县啦井镇挂登村委会绿竹坪村西北雪盘山上玉壁岭，源流称挂登河，向南流过桃树村后又称金坪河，至兰坪县城南郊左纳金龙河后干流始称“沘江”。干流蜿蜒向南进入大理白族自治州云龙县境内，经云龙县白石镇、长新乡、县城诺邓镇及宝丰乡等地，最后于功果桥水电站大坝上游约1.9千米处汇入澜沧江。河长169.5千米，流域面积2709.4平方千米，自然落差2182米，平均比降8.4‰。

## 流域概况
沘江流域地处云南滇西横断山地区，山高谷深。流域北部兰坪县境内富铅、锌矿资源，拥有中国最大的铅锌矿—凤凰山铅锌矿。流域南部云龙县境内富盐矿资源。历史上云龙盐业发达，为了运输便利，盐商在沘江及其支流兴建了众多桥梁，形成了一个独特的桥梁建筑群。沘江古桥梁群2013年3月公布为第七批全国重点文物保护单位。